# Woldringpolder
De Woldringpolder is een voormalig waterschap in de provincie Groningen. De polder stond ook bekend onder de naam Æsterpolder.
In de driehoek tussen het Damsterdiep (tussen Oosterdijkshorn en Ten Post), de Ten Poster Ae (globaal tussen Ten Post en Woltersum) en het Lustigemaar (tussen Woltersum en Oosterdijkshorn) lagen zes kleine waterschappen. Eén daarvan was de Woldringpolder die aan de in het midden van de Ten Poster Ae lag. De polder had een driehoekige vorm en was in oost-west richting zo'n 650 m breed en noord-zuid een kleine 800 m.
De polder had een molentje dat uitsloeg op de Ae (ook wel als Æ geschreven).
De andere polders in het gebied waren:
- Reddingiuspolder
- De Hoop
- Tuiningapolder
- Kimmpolder
- Van Timmerenpolder

Waterstaatkundig gezien ligt het gebied sinds 2000 binnen dat van het waterschap Noorderzijlvest.